# Angelika Kowalewska
Angelika Kowalewska (ur. 16 lutego 2000) – polska akrobatka. Mistrzyni Polski w 2017 roku w konkurencji dwójek mieszanych. Uczestniczka Mistrzostw Świata 2018. W parze z Maciejem Zabierowskim zajęła 8. miejsce. Wystąpili również na Igrzyskach Europejskich 2015 w Baku. Tam zajęli przedostatnie 7. miejsce.